# Sérgio Eduardo Castriani
Sérgio Eduardo Castriani CSSp (ur. 31 maja 1954 w Regente Feijó, zm. 3 marca 2021 w Manaus) – brazylijski duchowny katolicki, arcybiskup Manaus w latach 2012–2019.

## Życiorys
9 grudnia 1978 otrzymał święcenia kapłańskie.
27 maja 1998 został mianowany koadiutorem prałatury terytorialnej Tefé. Sakry biskupiej udzielił mu 9 sierpnia 1998 biskup Mário Clemente Neto. Pełnoprawnym ordynariuszem został 19 października 2000.
12 grudnia 2012 papież Benedykt XVI mianował go ordynariuszem archidiecezji Manaus. Paliusz otrzymał z rąk papieża Franciszka w dniu 29 czerwca 2013.
27 listopada 2019 papież przyjął jego rezygnację z pełnionego urzędu.